# تپه روستای متروکه یادگار
تپه روستای متروکه یادگار مربوط به سده‌های میانه دوران‌های تاریخی پس از اسلام است و در شهرستان زهک، بخش مرکزی، دهستان خواجه احمد، ۵۰۰ متری غرب روستای یادگار واقع شده و این اثر در تاریخ ۲۷ اسفند ۱۳۸۷ با شمارهٔ ثبت ۲۶۵۳۶ به‌عنوان یکی از آثار ملی ایران به ثبت رسیده است.